# Allen Coage
Allen James Coage (22. října 1943 New York – 6. března 2007 Calgary) byl americký profesionální zápasník, původně judista. Na 21. letních olympijských hrách v Montrealu získal bronzovou medaili v judistické kategorii nad 93 kg. Prezentovaná výška 185 cm, hmotnost 118 kg.
Dříve než začal zápasit, věnoval se po dvě desetiletí judu. Roku 1976 získal místo v americkém olympijském týmu judistů pro OH v Montrealu. Trénoval v Japonsku pod nejlepšími trenéry a žil v poměrné chudobě jen z lásky ke svému sportu. Na olympiádě ho překonali vítěz Sergej Novikov ze SSSR a druhý Günther Neureuther z NSR, o bronz se dělil s Japoncem Sumio Endóem. Po zisku bronzové medaile na olympiádě si otevřel Coage vlastní judistickou školu. Později se pokusil o dráhu profesionálního zápasníka. Kolem roku 1978 začal trénovat s Antoniem Inokim.
Po krátké štaci v New Japan Pro Wrestling, které vedl Inoki, a ve World Wrestling Entertainment (WWE), zakotvil v Calgary v týmu trenéra a bývalého zápasníka Stu Harta Stampede Wrestling. Tento tým reprezentoval v letech 1982 - 1988 a podnikl několik turné po Austrálii a Floridě. Přitom měl exhibice se slavnými zápasnickými jmény jako byl Tom Billington (Dynamite Kid) a Owen Hart. R. 1988 se pod přezdívkou Bad News Brown vrátil do WWE a tehdy dosáhl největší slávy. Na rozdíl od druhých zápasníků byl Coage spíše samotářem. Slavné bylo jeho vítězství v turnaji WrestleMania IV v Atlantic City 1988, kde vyřadil Breta Harta v boji označovaném jako královská bitva. Coage vrcholově zápasil do roku 1990, poté ještě řadu let účinkoval v menších exhibicích, dokud si roku 1998 nepoškodil koleno. Žil pak se svojí ženou v Calgary, pořádal nezávislá utkání pro své přátele. Posléze začal zápas vyučovat a pracoval jako ochranka v jednom nákupním středisku v kanadském Aidrie v provincii Alberta.
Zemřel 6. března 2007 v nemocnici v Calgary, kam byl urychleně převezen, když si stěžoval na bolesti v hrudníku.